# Тала (окръг Пафос)
Та̀ла (на гръцки: Τάλα) е село в Кипър, окръг Пафос. Според статистическата служба на Република Кипър през 2001 г. селото има 1605 жители.
Намира се на 6 км северно от Пафос.